# Capsulia tianmushana
Capsulia tianmushana is een spinnensoort in de taxonomische indeling van de hangmatspinnen (Linyphiidae).
Het dier behoort tot het geslacht Capsulia. De wetenschappelijke naam van de soort werd voor het eerst geldig gepubliceerd in 1987 door Jun Chen & Da-xiang Song.